# Tricholochmaea ribicola
Tricholochmaea ribicola is een keversoort uit de familie bladkevers (Chrysomelidae). De wetenschappelijke naam van de soort werd in 1938 gepubliceerd door Brown.

## Ondersoorten
Onder deze soort zitten twee ondersoorten;
- Tricholochmaea ribicola confusa
- Tricholochmaea ribicola ribicola